# The Fortunes
The Fortunes is een Britse popgroep die vooral succes had in de jaren 60 en 70. Hun grootste successen zijn You've Got Your Troubles, Here It Comes Again, Here Comes That Rainy Day Feeling Again en This Golden Ring. Ze zijn ook bekend vanwege hun nummer It's the Real Thing dat de groep voor een Coca-Cola-reclamespotje had opgenomen.

## Biografie
De groep begint in 1962 in Birmingham als close harmony-trio onder de naam The Clifftones met Rod Allen (echte naam Rodney Bainbridge, 31 maart 1944 – 10 januari 2008), Glen Dale (echte naam Richard Garforth, 24 april 1943 - 13 januari 2019) en Barry Pritchard (3 april 1944 - 11 januari 1999). In 1963 wordt de bezetting uitgebreid met drummer Andy Brown (7 juli 1946) en toetsenist David Carr (4 augustus 1943 – 12 juli 2011). De band verwerft een platencontract bij Decca Records. Zoals te horen is op de live-lp At the Cavern is Dale in deze tijd de frontman van de band.
In 1964 wordt de tweede single Caroline door het piratenstation Radio Caroline als tune gebruikt, maar desondanks wordt de plaat geen hit. Pas als de groep in 1965 onder de hoede wordt genomen door de songschrijvers Roger Greenaway en Roger Cook komt het grote succes met You've Got Your Troubles met Rod Allen als lead-vocalist. Nog twee singles in dezelfde trant volgen (Here It Comes Again en This Golden Ring), maar dan komt de klad erin. In de muziekpers wordt nogal wat aandacht besteed aan het feit dat de groep op de hitsingles wordt begeleid door studiomuzikanten. In de jaren 60 is dit een gebruikelijke werkwijze, die door de platenmaatschappijen wordt gehanteerd om langdurige opnamesessies met onervaren muzikanten te vermijden. Maar voor groepen die hiermee in de openbaarheid komen, levert dit altijd negatieve publiciteit op (zoals b.v. ook The Monkees).
In juni 1966 besluit Glen Dale de groep te verlaten en een solocarrière te beginnen. Hij is ontevreden over het feit dat hij zijn positie als frontman van de band heeft verloren aan Rod Allen. Hij wordt vervangen door de Schot Shel MacRae (echte naam Andrew Semple). Dale probeert het met een cover van Good Day Sunshine van het Beatles-album Revolver, maar na 1966 wordt op muzikaal gebied niets meer van hem vernomen.
De groep stapt in 1967 over naar United Artists, maar het duurt tot 1969 tot er weer een hit wordt gescoord met Seasons in the Sun (Le moribond van Jacques Brel in een vertaling van Rod McKuen).
In 1971 beleeft de groep een opleving met een serie van drie hits: Here Comes That Rainy Day Feeling Again, Freedom Come Freedom Go en Storm in a Teacup, maar daarna verwordt de band tot een oldies act. Vele bezettingswijzigingen volgen. Als laatste origineel lid verlaat zanger/bassist Rod Allen in november 2007 om gezondheidsredenen The Fortunes. Hij overlijdt kort daarna.

## Discografie

### Albums
| Album met eventuele hitnotering(en) in de Nederlandse Album Top 100 | Datum van verschijnen | Datum van binnenkomst | Hoogste positie | Aantal weken | Opmerkingen   |
| ------------------------------------------------------------------- | --------------------- | --------------------- | --------------- | ------------ | ------------- |
| All the hits and more                                               | 1987                  | 14-11-1987            | 12              | 12           | Verzamelalbum |

### Singles
| Single met eventuele hitnotering(en) in de Nederlandse Top 40 | Datum van verschijnen | Datum van binnenkomst | Hoogste positie | Aantal weken | Opmerkingen |
| ------------------------------------------------------------- | --------------------- | --------------------- | --------------- | ------------ | ----------- |
| Caroline / You Don't Want Me Now                              | 1964                  | -                     |                 |              |             |
| I Like the Look of You / Come On Girl                         | 1964                  | -                     |                 |              |             |
| Look Homeward Angel / I'll Have My Tears to Remind Me         | 1964                  | -                     |                 |              |             |
| You've Got Your Troubles / I've Got to Go                     | 1965                  | 14-08-1965            | 3               | 25           |             |
| Here It Comes Again / Things I Should Have Known              | 1965                  | 30-10-1965            | 2               | 18           |             |
| This Golden Ring / Someone to Care                            | 1966                  | 12-02-1966            | 8               | 13           |             |
| You Gave Me Somebody to Love / Silent Street                  | 1966                  | 09-07-1966            | 38              | 1            |             |
| Is It Really Worth Your While? / Am I Losing My Touch?        | 1966                  | -                     |                 |              |             |
| Truly Yours / Our Love Has Gone                               | 1967                  | -                     |                 |              |             |
| The Idol / His Smile Was a Lie                                | 1967                  | -                     |                 |              |             |
| Loving Cup / An Hour at the Movies                            | 1968                  | -                     |                 |              |             |
| Seasons in the Sun / Louise                                   | 1968                  | 19-04-1969            | 4               | 9            |             |
| Celebration of the Year / Don't Jump to Conclusions           | 1969                  | 05-07-1969            | 29              | 4            |             |
| Save a Little Dream / The Ballad of the Alamo                 | 1969                  | -                     |                 |              |             |
| Sad, Sad, Sad / Books and Film                                | 1970                  | -                     |                 |              |             |
| Lifetime of Love / Sad, Sad, Sad                              | 1970                  | -                     |                 |              |             |
| Here Comes That Rainy Day Feeling Again / Bad Side of Town    | 1971                  | 17-04-1971            | 18              | 5            | Alarmschijf |
| Freedom Come, Freedom Go / There's a Man                      | 1971                  | 02-10-1971            | 15              | 7            |             |
| Storm in a Teacup / I'm Not Following You                     | 1972                  | 22-01-1972            | tip9            | -            |             |
| Baby by the Way / Long Way Home                               | 1972                  | 03-06-1972            | tip13           | -            |             |
| Secret Love / I Can't Remember When the Sun Went              | 1972                  | -                     |                 |              |             |
| Four and Twenty Hours / Excuse Me Friend                      | 1972                  | -                     |                 |              |             |
| You've Got Your Troubles                                      | 1974                  | 25-05-1974            | 13              | 6            |             |

## NPO Radio 2 Top 2000
| Nummers met noteringen in de NPO Radio 2 Top 2000 | '99  | '00  | '01  | '02  | '03  | '04  | '05  | '06  | '07  | '08  |
| ------------------------------------------------- | ---- | ---- | ---- | ---- | ---- | ---- | ---- | ---- | ---- | ---- |
| Here It Comes Again                               | 1768 | 1715 | -    | 1982 | 1770 | 1773 | -    | 1700 | -    | -    |
| You've Got Your Troubles                          | 1382 | 1239 | 1343 | 1271 | 1266 | 1426 | 1531 | 1226 | 1499 | 1357 |

1. ↑  Een '-' betekent dat het nummer niet was genoteerd en een vetgedrukt getal geeft de hoogste notering van een nummer aan.
2. ↑  Deze tabel is bijgewerkt tot en met de laatste editie (2024).